# Cage Warriors
Le Cage Warriors Fighting Championship (CWFC) ou plus simplement Cage Warriors est une organisation européenne d'arts martiaux mixtes (MMA), créée en 2001. Son premier gala est organisé en juillet 2002 à Londres.

## Historique
Au début des années 2000, il était impossible d’organiser des combats de MMA en France. De nombreux combattants se sont alors tournés vers le Royaume-Uni, avec des organisations comme le Cage Warriors et le Cage Rage.
En 2005, six ceintures de Cage Warriors sont inaugurées et deviennent rapidement des billets pour accéder à l'Ultimate Fighting Championship (UFC). Cinq ans plus tard, l'Irlandais Graham Boylan prend la direction de la structure avec l'objectif de découvrir les vedettes du futur. Michael Bisping, Conor McGregor, Dan Hardy, Gegard Mousasi ou encore Joanna Jedrzejczyk accèdent à la ligue américaine après avoir combattu dans les soirées Cage Warriors. Djati Melan (champion des poids moyens), Samir Faiddine ou encore Morgan Charrière comptent parmi les combattants français qui ont évolué dans l’organisation. Populaire au Royaume-Uni, l’organisation accompagne le développement des arts martiaux mixtes à l’échelle continentale. Dans les années 2010, le jeune Paddy Pimblett y devient la tête d'affiche et dispute quatorze combats au Cage Warriors avant de signer à l’UFC.
En novembre 2020, W9 Extended (l'offre digitale de W9) acquiert les droits de diffusion de Cage Warriors, qu'elle propose en exclusivité sur 6play, la plateforme gratuite (AVOD) du groupe M6.